# توسكا
توسكا (بالإنجليزية: Tosca)‏ هي أوبرا على ثلاث عروض ألف الموسيقى جاكومو بوتشيني لنص كتبه لويجي إيليكا، غويسيبي غياكوسا. عُرضت توسكا للمرة الأولى في روما في 14 يناير 1900. توسكا هي عمل ميلودرامي يصور فترة يونيو من عام 1800 في روما، والتي كان يهددها جيوش نابليون بونابرت. تصور توسكا مشاهد من الحب والتعذيب والقتل والانتحار.

## الشخصيات الرئسية
ثلاث شخصيات درامية أساسية في المسرحية هي ماريو كافارادوسي الرسام العاشق وفلوريدا توسكا وهي الشخصية الرئيسية الثانية التي تبادل الرسام الحب وتعمل مغنية أوبرا، أما الشخصية الثالثة فسكاربيا رئيس البوليس الذي يمثل الجانب الشرير. ومن الشخصيات أيضا: أنجيلوتي السجين السياسي الهارب، حارس الكنيسة، ومساعدا سكاربيا. ولكل هذه الشخصيات الثانوية ضرورة درامية.

## الفصل الأول
في الفصل الأول في كنيسة سانت أندريا، حيث يبدأ بوتشيني الأوبرا بشكل مغاير لكل الأوبرات، من دون مقدمة موسيقية بل بثلاثة تآلفات عنيفة تعزفها آلات النفخ النحاسية وتعبر عن شخصية سكاربيا المستبدة خلال كل الأوبرا.

## الفصل الثاني
في جناح سكاربيا بقصر فارنيزي، حيث يجلس سكاربيا متمنيا تعليق كافارادوسي وانجيلوتي على حبل المشنقة. فيظهر مساعده ويقول إنه لم يجد أثر لأنجيلوتي، ولكنه جلب ماريو الرسام لاستجوابه.

## الفصل الثالث
لفصل الثالث يبدأ بعزف منفرد لآلة الهورن عند شروق الشمس على سطح سجن قلعة سانت أنجلو، حيث يغني ماريو كافارادوسي أغنية مؤثرة تذكره بماضيه الرائع مع توسكا (عندما كانت النجوم تتلألأ). يقود جندي توسكا لمقابلة ماريو وعندما ينصرف الحارس.